# Didunculus strigirostris
Pombo-dentado (Didunculus strigirostris), também conhecido como manumea, é uma espécie de pombo de grande porte encontrado apenas em Samoa. É a única espécie viva do gênero Didunculus. A espécie extinta relacionada, Didunculus placopedetes, só é conhecida a partir subfósseis encontrados em diversos sítios arqueológicos em Tonga. D. strigirostris é o pássaro nacional de Samoa e sua imagem já estampou algumas cédulas da moeda local.

## Descrição
Didunculus strigirostris é um pombo escuro de tamanho médio, com aproximadamente 31 cm de comprimento, com os pés avermelhados e pele nua ao redor dos olhos. As partes inferiores, cabeça e pescoço são acinzentadas, com uma leve iridescência azul esverdeada, e a cauda, coberteiras das asas e terciárias são castanho-avermelhadas, enquanto que o restante das rêmiges são enegrecidas. Possui um bico grande, vermelho brilhante, curvado e em forma de gancho, com projeções semelhantes a dentes na mandíbula inferior. Ambos os sexos são parecidos, mas o juvenil é mais opaco, com uma cabeça mais amarronzada, com o bico preto e apenas a base laranja pálido.

## Taxonomia
A espécie foi provavelmente encontrada em outubro ou novembro de 1839, pela Expedição de Exploração dos Estados Unidos sob o comando do Comandante Wilkes. A descoberta da ave foi anunciada por Hugh Edwin Strickland em setembro de 1844 como estando entre as raridades obtidas pelo Sr. Titian Peale, o naturalista da expedição. A descrição formal foi feita por William Jardine (Ann. Nat. Hist. xvi. p. 175, placa 9), sob o nome de Gnathodon strigirostris, embora esse nome de gênero já estivesse em uso para um molusco.
Não possui nenhum parente vivo próximo, mas demonstrou ser geneticamente próxima do dodô, e o nome do gênero Didunculus significa "pequeno dodô". O nome popular me inglês dodlet foi sugerido por Richard Owen. A estrutura da mandíbula e da língua, e o bico superficialmente semelhante ao de um papagaio sugeriram uma relação com os papagaios, mas essas características surgiram de sua dieta especializada e não de qualquer relação real.